# Hermann Tops

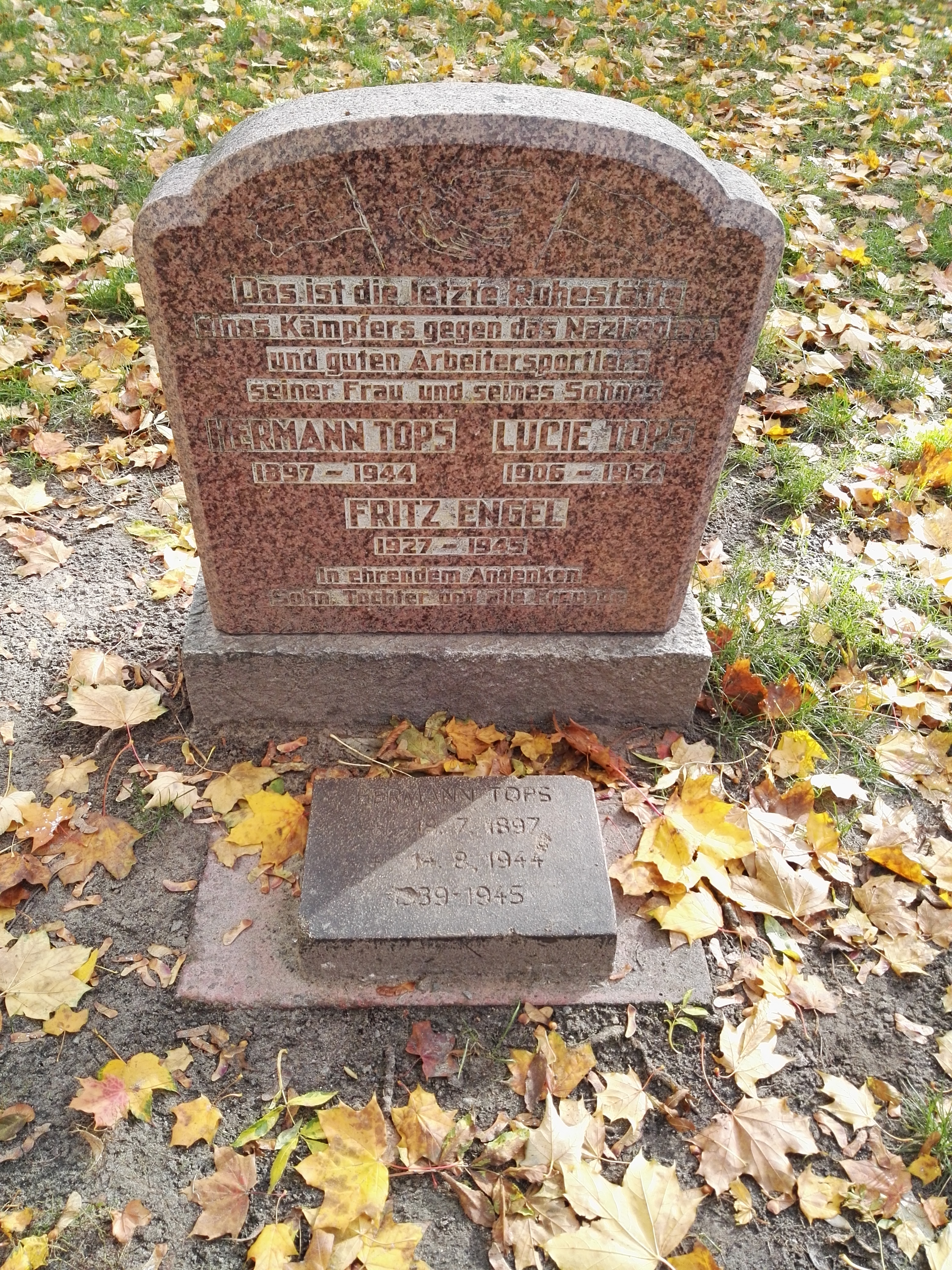
Làpida al parc del cementiri de Berlín

Hermann Tops (Berlín, 18 de juliol de 1897 - Brandenburg an der Havel, 14 d'agost de 1944) va ser un activista polític comunista alemany, membre de la Resistència alemanya al nazisme.

## Trajectòria
Tops va treballar de fabricant d'eines i, des de 1919, va ser membre de l'Associació de Treballadors del Metall i militant de la Joventut Obrera Socialista (SAJ). Des de 1923 va militar al Partit Comunista d'Alemanya (KPD) i va exercir la presidència del comitè d'empresa. Als anys 1920 va ocupar temporalment el consell de districte de Prenzlauer Berg. Es va casar amb Lucie Tops (1906–1964) i va tenir un fill anomenat Fritz Engel (1927–1945). Com a estudiant va pertànyer al club esportiu comunista Fichte Berlin i des de 1931 va ser supervisor de gimnàstica de Berlín-Brandenburg a la junta de la Comunitat de Lluita per a la Unitat Esportiva Roja.
L'octubre de 1933, primer any de govern nacionalsocialista, va ser detingut i, el 6 de desembre, va ser condemnat a un any i tres meso de presó. El 1939 es va convertir en membre del grup de resistència comunista liderat per Robert Uhrig. El seu darrer domicili va ser a Kremmener Straße 1, del districte berlinés de Prenzlauer Berg. El 4 de febrer de 1942 va ser arrestat, el 21 de juny de 1944 condemnat a mort, juntament amb Ernst Knaack, Heinrich Preuß, Wilhelm Rietze i Arthur Sodtke, i el 14 d'agost de 1944 executat a la presó de Brandenburg-Görden. El 14 de setembre de 1946 es va enterrar l'urna amb les seves cendres al cementiri de Pappelallee, posteriorment reconvertit en parc-cementiri.

## Llegat
A la República Democràtica Alemanya va ser homenatjat com a lluitador i resistent antifeixista. L'antiga Ludwigstrasse de Prenzlauer Berg, situada a l'extrem sud del Friedrich-Ludwig-Jahn-Sportpark, va ser rebatejada el 1952 com a Topsstrasse en honor seu. També hi havia una Hermann-Tops-Strasse a Brandenburg an der Havel, però ara s'anomena Kreyssigstrasse.
El 16 de gener de 1976 es va col·locar una placa commemorativa a la casa de Kopenhagener Strasse 46, a Prenzlauer Berg, on Tops va viure fins al 1942, però ja no hi és i es desconeix el seu destí. De 1977 a 1991, la 8a Escola Politècnica de Prenzlauer Berg, situada a Kopenhagener Strasse 50, es va anomenar «Hermann-Tops-Oberschule», que després va esdevenir l'escola de Falkplatz d'estudis primaris. De 1987 a 1992, una placa commemorativa a l'oficina del districte (Bezirksamt) de Prenzlauer Berg, a Fröbelstrasse 17, va commemorar Gustav Schiefelbein i Hermann Tops.